# Petra De Sutter
Petra De Sutter (født 10. juni 1963) er en belgisk gynækolog og politiker fra det grønne parti, der har fungeret som vicepremierminister i regeringen for premierminister Alexander De Croo siden 2020.
Hun er den første transkønnede minister i Europa.
De Sutter var tidligere medlem af Europa-Parlamentet fra 2019 til 2020. Hun har også arbejdet som professor i gynækologi ved Gent Universitet, leder af Afdelingen for reproduktiv medicin ved Gent Universitetshospital (UZ Gent).